# Tina Blau
Tina Blau men också Tina Blau-Lang, född 15 november 1845 i Wien, dog 31 oktober 1916 i Wien, var en österrikisk konstnär, som verkade i Wien, Ungern och Italien. 

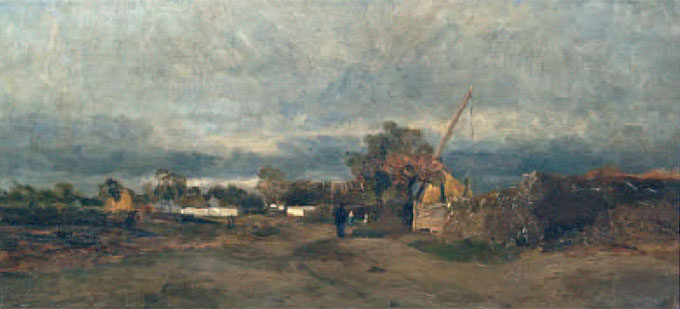
Tina Blau: Ungerska låglandet

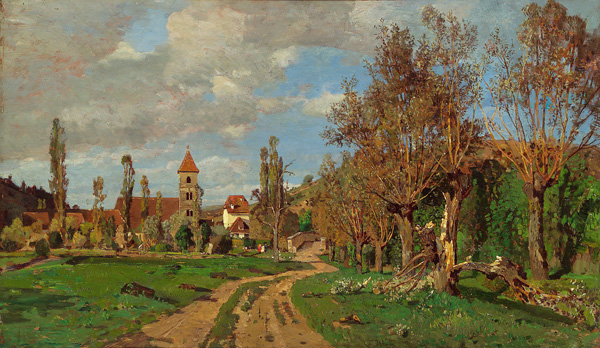
Tina Blau: Detwang i Tauberdalen, Rothenburg ob der Tauber

För sin målning Frühling im Prater fick hon i Paris 1883 stor uppskattning. Kejsaren i Wien och prinsregenten Luitpold av Bayern köpte hennes tavlor. 
1884 gifte Tina Blau sig med Heinrich Lang.